# Franklin (Minnesota)
Franklin és una població dels Estats Units a l'estat de Minnesota. Segons el cens del 2000 tenia 498 habitants.

## Demografia
Segons el cens del 2000, Franklin tenia 498 habitants, 195 habitatges, i 124 famílies. La densitat de població era de 176,4 habitants per km².
Dels 195 habitatges en un 30,3% hi vivien nens de menys de 18 anys, en un 54,4% hi vivien parelles casades, en un 7,7% dones solteres, i en un 36,4% no eren unitats familiars. En el 33,8% dels habitatges hi vivien persones soles el 17,4% de les quals corresponia a persones de 65 anys o més que vivien soles. El nombre mitjà de persones vivint en cada habitatge era de 2,37 i el nombre mitjà de persones que vivien en cada família era de 3,07.
Per edats la població es repartia de la següent manera: un 26,1% tenia menys de 18 anys, un 4,6% entre 18 i 24, un 23,5% entre 25 i 44, un 18,5% de 45 a 60 i un 27,3% 65 anys o més.
L'edat mediana era de 43 anys. Per cada 100 dones de 18 o més anys hi havia 86,8 homes.
La renda mediana per habitatge era de 37.583 $ i la renda mediana per família de 40.417 $. Els homes tenien una renda mediana de 32.500 $ mentre que les dones 19.659 $. La renda per capita de la població era de 16.212 $. Entorn del 5,2% de les famílies i el 9% de la població estaven per davall del llindar de pobresa.

## Poblacions més properes
El següent diagrama mostra les poblacions més properes.